# Tsitsernakaberd

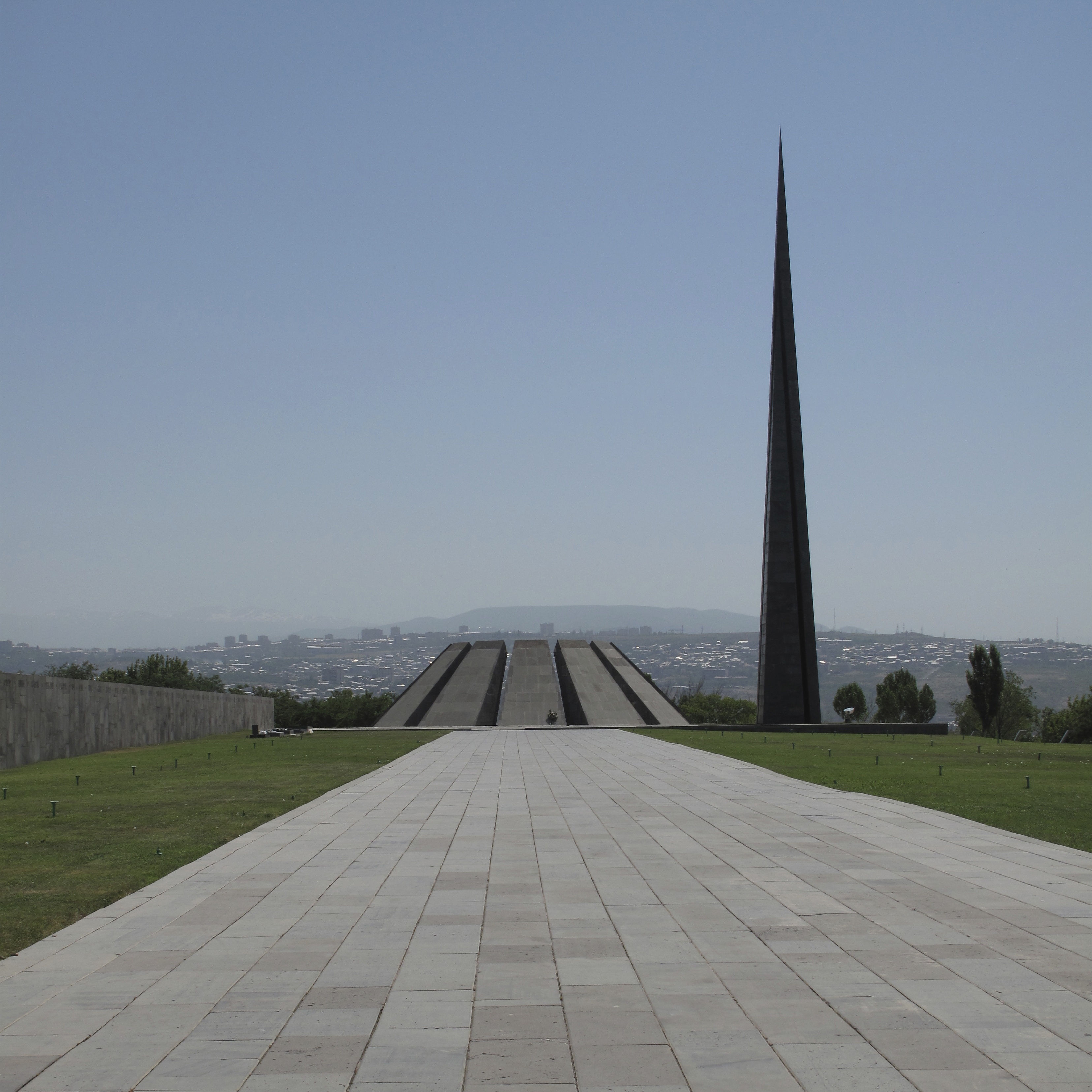
Memoriale del Genocidio Armeno a Dzidzernagapert, Erevan

Il Tsitsernakaberd è un monumento di Erevan eretto quale memoriale del Genocidio armeno perpetrato dal governo dei «Giovani Turchi» dell'Impero ottomano.

## Il Memoriale
Il memoriale del Genocidio delle vittime armene è eretto a Erevan, sulla spianata della collina di Dzidzernagapert (Forte delle rondini). Ogni anno, il 24 aprile , armeni da tutto il mondo salgono qui per commemorare le vittime del massacro delle popolazioni armene. Numerosi visitatori di Erevan vengono qui a depositare mazzi di fiori presso la fiamma eterna.

### L'architettura
A Erevan, nel 1965 in occasione del cinquantenario del Genocidio, si sono svolte numerose manifestazioni popolari. Il risultato di queste iniziative è stato il permesso alla realizzazione di questo memoriale, iniziato nel 1966 ed ultimato nel 1967. L'autore è l'architetto Artur Tarkhanian (coautore S. Kalascian, scultore Van Khatchadour). L'inaugurazione è avvenuta il 29 novembre 1967. 
- La stele, alta 44 metri, rappresenta la rinascita degli armeni.[5]
- Dodici piastre inclinate, rivestite di pietra , formano un cerchio al centro del quale arde la fiamma eterna in ricordo delle vittime.
  - I materiali usati per i rivestimenti sono basalto e granito della zona di Pambak (Փամբակ in armeno)
- Sul muro di pietra, della lunghezza di cento metri, fiancheggiante il viale di accesso al Memoriale sono incisi i nomi delle principali città e località colpite dal Genocidio[6].

### Il Museo
Nel 1995, sul pianoro del memoriale, è stato inaugurato il museo (interrato) sulla documentazione dei fatti del 1915. Vi sono esposti documenti storici e, in particolare, le fotografie di Armin T. Wegner.

### Il Parco della Memoria
Nelle vicinanze del museo si trova il parco dove sono messe a dimora, da parte di personalità straniere, piante in memoria delle vittime.

## Storia del nome
Secondo la leggenda, il nome «Dzidzernagapert» (Forte delle rondini) (Ծիծեռնակաբերդ) deriva dal fatto che le rondini che erano le messaggere tra gli dei pagani Marte e Afrodite avevano qui il loro nido. 

## Galleria d'immagini

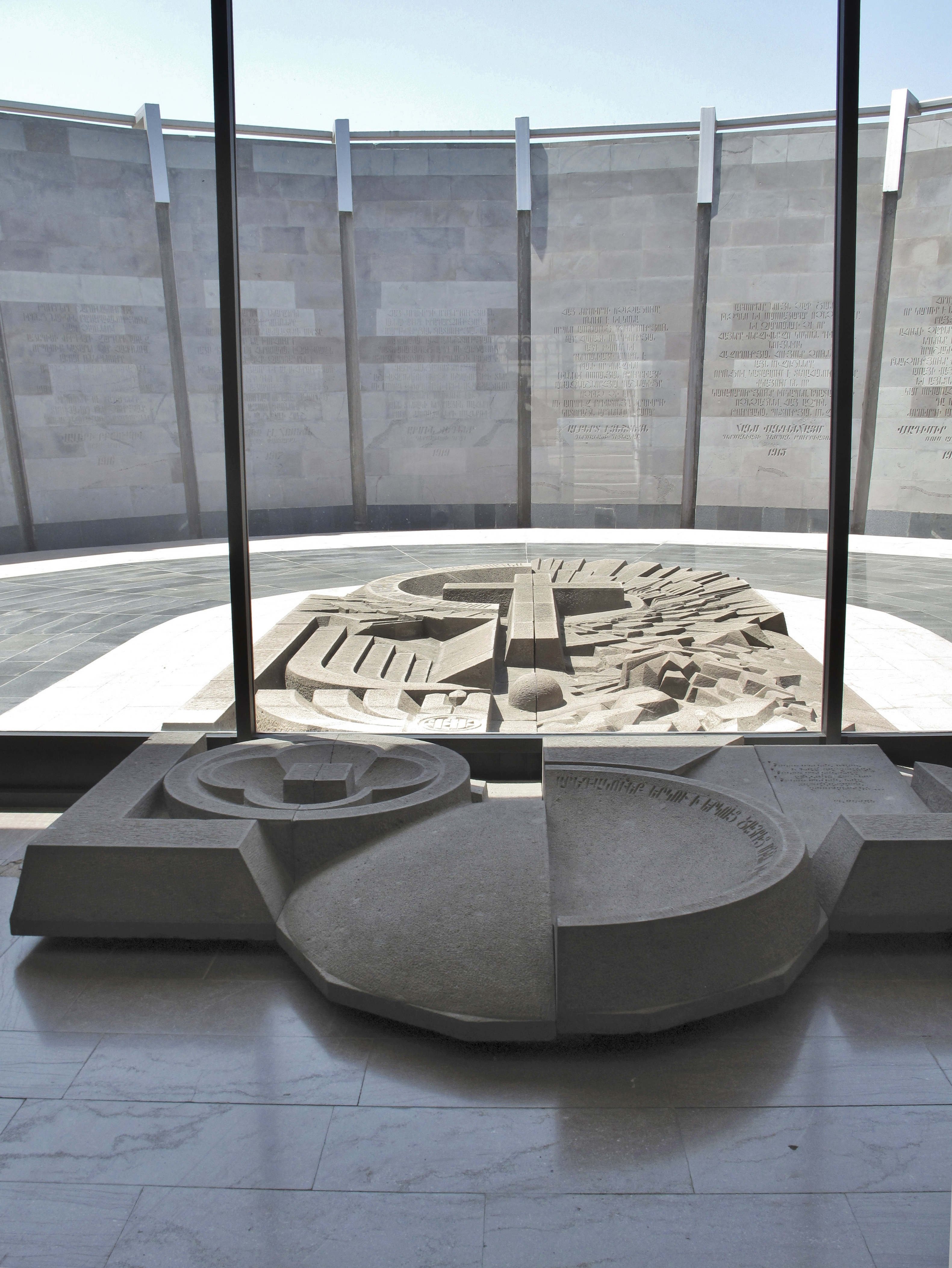
Museo del Genocidio Armeno di Dzidzernagapert
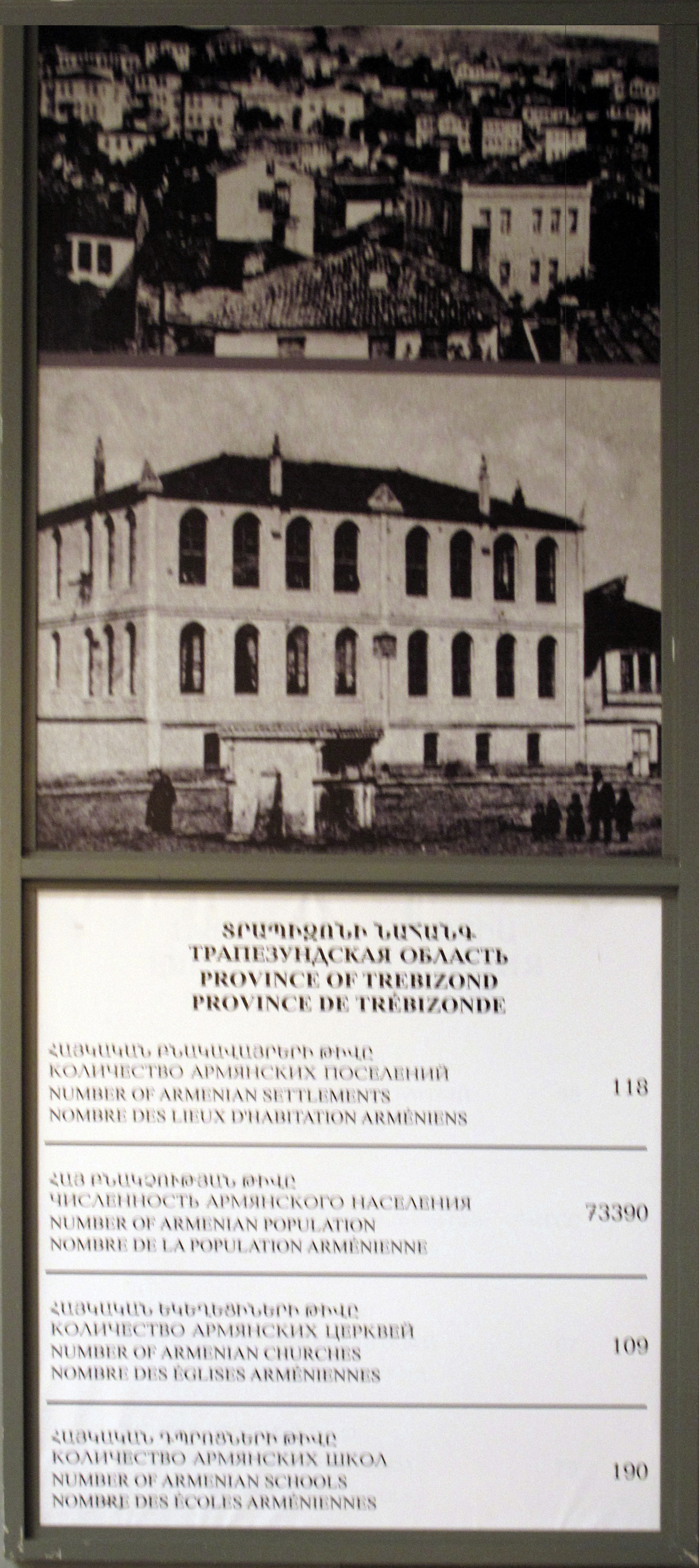
Documentazioni nel Museo del Genocidio Armeno di Dzidzernagapert
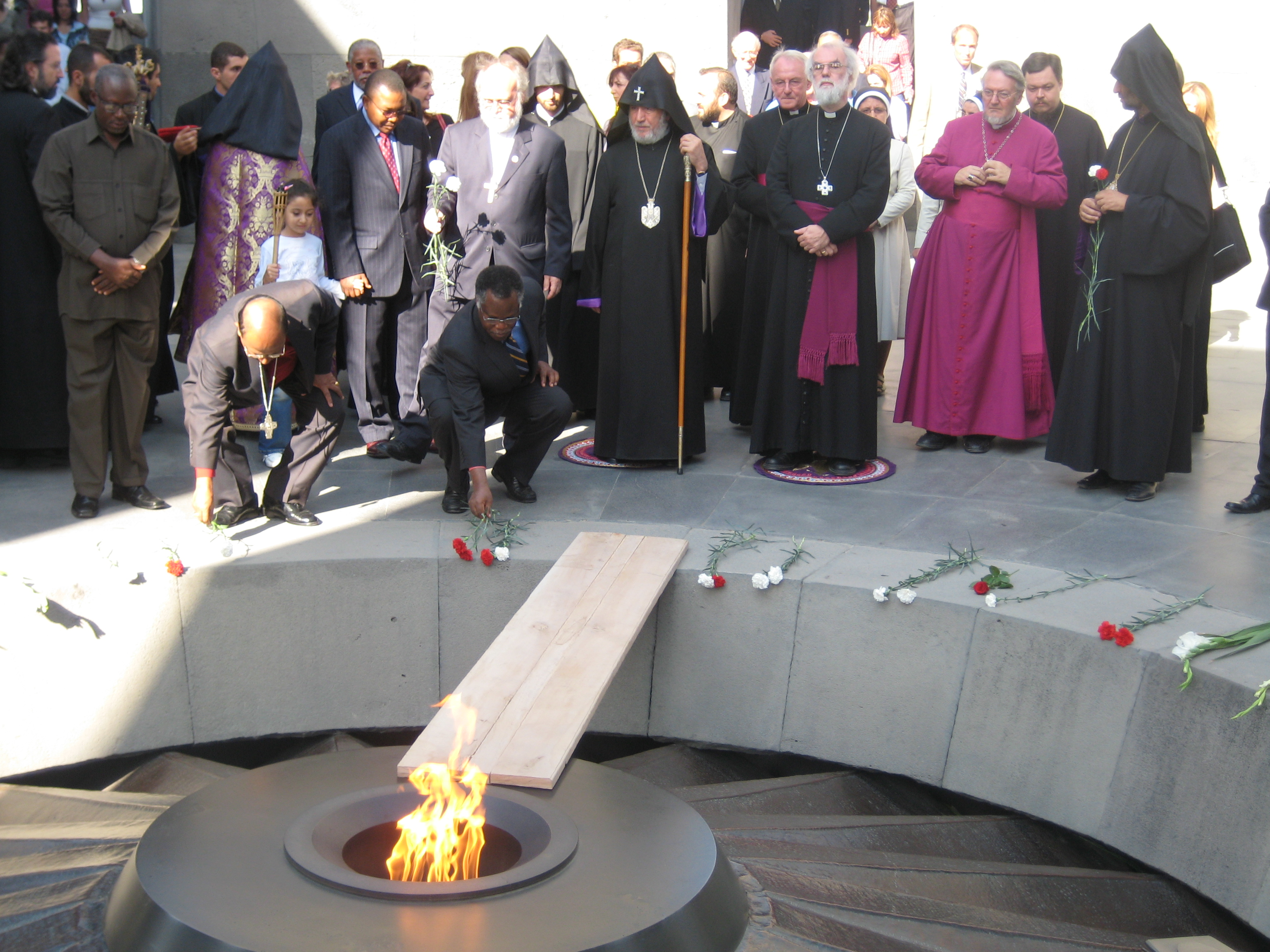
Il Katolikos Gareghin II e l’Arcivescovo Rowan Williams al Memoriale di Dzidzernagapert
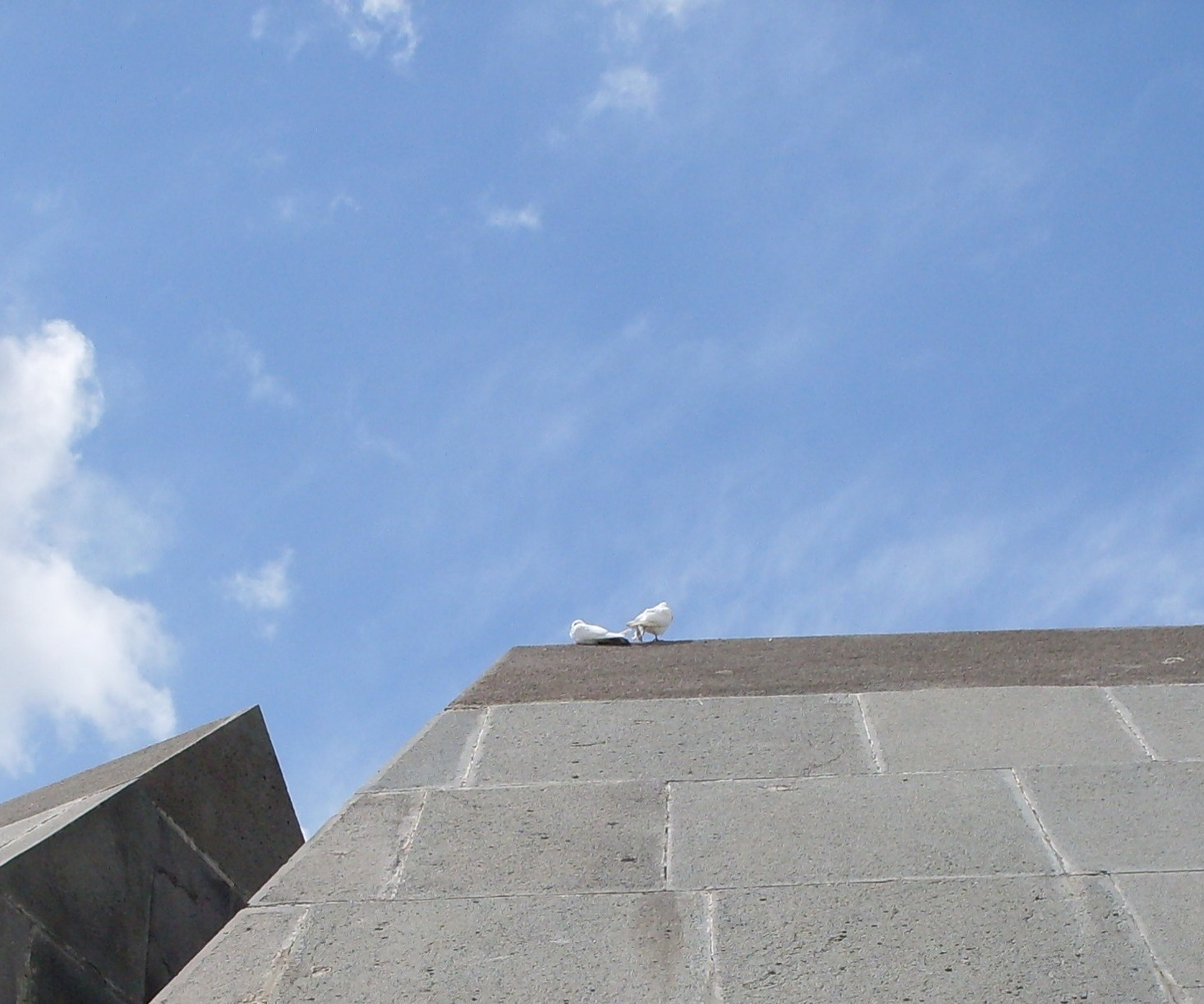
Le colombe il 24 aprile 2009
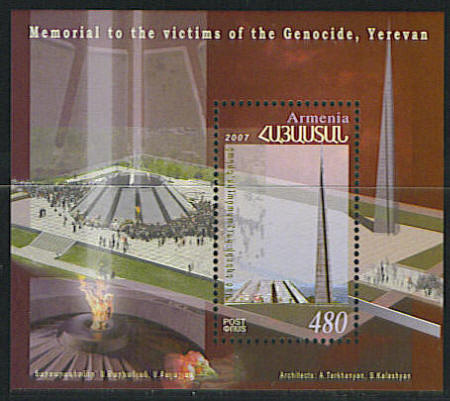
Il francobollo commemorativo della Repubblica Armena (2007, 480 Dram)